# Coslédaà-Lube-Boast
Coslédaà-Lube-Boast é uma comuna francesa na região administrativa da Nova Aquitânia, no departamento dos Pirenéus Atlânticos. Estende-se por uma área de 13,87 km². Em 2010 a comuna tinha 397 habitantes (densidade: 28,6 hab./km²).